# James Hill (football)
Pour les articles homonymes, voir James Hill et Hill.
James Clayton Hill, né le 10 janvier 2002 à Bristol au Royaume-Uni, est un footballeur professionnel anglais qui évolue au poste de défenseur central à l'AFC Bournemouth.

## Biographie
Son père, Matthew Hill, était également footballeur professionnel,.

### Carrière en club

#### Fleetwood Town
Hill fait ses débuts professionnels en EFL Cup avec son club formateur, Fleetwood Town, contre Leicester City le 28 août 2018. À seulement 16 ans, il devient le plus jeune joueur de l'équipe première du club. Il devient professionnel en février 2019,, deux mois avant son premier match de League One contre Peterborough United. Ses débuts en championnat sont jugés « impressionnants », une passe longue de sa part menant à l'égalisation à la 95e minute pour Fleetwood. Trois jours plus tard, le 22 avril 2019, il est pour la première fois titulaire en championnat contre l'ancien club de son père, Blackpool, rencontre qui se solde par une défaite 2-1 pour Hill et ses coéquipiers.

#### AFC Bournemouth
Le 5 janvier 2022, James Hill rejoint l'AFC Bournemouth, alors évoluant en Championship, pour un montant non divulgué qui s'élèverait à 1 million de livres sterling et serait donc un record pour le club de Fleetwood,. Il y signe un contrat de quatre ans et demi.
Il est prêté au club écossais du Heart of Midlothian en janvier 2023, puis aux Blackburn Rovers en septembre 2023. Il marque son premier but avec Blackburn le 29 novembre 2023 lors d'une victoire 4-2 contre Birmingham City. Il est rappelé par Bournemouth en janvier 2024, et prend part à plusieurs matchs de Premier League depuis.

### Carrière internationale
Le 6 septembre 2021, Hill fait ses débuts avec l'équipe d'Angleterre des moins de 20 ans lors d'une victoire 6-1 contre la Roumanie. Il marque en U20 son seul but international lors d'une victoire 5-0 contre la Tchéquie.
Le 10 juin 2022, il fait sa seule apparition avec le maillot de l'équipe d'Angleterre espoirs lors d'une victoire 5-0 en qualification pour le Championnat d'Europe espoirs 2023 à l'extérieur contre le Kosovo.